# Иран на летних Олимпийских играх 1996
Иран принимал участие в Летних Олимпийских играх 1996 года в Атланте (США) в двенадцатый раз за свою историю, и завоевал одну серебряную, одну бронзовую и одну золотую медали.

## Медалисты
| Медаль  | Спортсмен       | Вид спорта | Дисциплина                         |
| ------- | --------------- | ---------- | ---------------------------------- |
| Золото  | Расул Хадем     | Борьба     | Мужчины, вольная борьба, до 90 кг  |
| Серебро | Аббас Джадиди   | Борьба     | Мужчины, вольная борьба, до 100 кг |
| Бронза  | Амир Реза Хадем | Борьба     | Мужчины, вольная борьба, до 82 кг  |